# Saint-Marcel (Meurthe-et-Moselle)
Saint-Marcel é uma comuna francesa na região administrativa de Grande Leste, no departamento de Meurthe-et-Moselle. Estende-se por uma área de 11,35 km². Em 2010 a comuna tinha 149 habitantes (densidade: 13,1 hab./km²).